# Gary Thomson
Gary Thomson (* 7. September 1977 in Glasgow) ist ein schottischer Snookerspieler, der zweimal die schottische Meisterschaft gewann. Zwischen 1995 und 2004 spielte er insgesamt 3 Jahre als Profi auf der Main Tour.

## Karriere
Gary Thomson begann erst mit 16 Jahren mit dem Snookerspielern und noch kein Jahr später nahm er in der Saison 1995/96 erstmals an den Qualifikationsrunden für die Profiturniere teil. Er gewann zwar einige Runden, ohne aber unter die Letzten 128 eines Turniers zu kommen. Sein bestes Ergebnis war das Erreichen der vierten Runde bei der Weltmeisterschaft. Seine erste Platzierung in der Weltrangliste war nach dieser Saison 366. Im zweiten Jahr überstand er nur bei den European Open vier Qualifikationsrunden und verlor eine Runde vor den Letzten 128. Als Nummer 258 der Rangliste hatte er aber keine Chance, sich für die neu eingerichtete Main Tour zu qualifizieren und so musste er auf die zweitklassige UK Tour. Aber auch dort spielte er in den höheren Turnierrunden keine Rolle.
Sechs Jahre spielte er als Amateur und nahm außerdem an den offenen Turnieren der Main Tour, der Benson & Hedges Championship und der Weltmeisterschaft, teil. 2001 fand er einen Sponsor, der ihm professionelles Training ermöglichte und die Startgelder stellte. Im selben Jahr errang er den Titel bei der schottischen Amateurmeisterschaft. Ein Jahr später stand er erneut im Finale und verlor gegen David McLellan. Das dritte Finale in Folge verlor er gegen James McBain.
Ab der Spielzeit 2001/02 spielte er auch die Qualifikationsturniere der Challenge Tour. In der Saison 2002/03 erreichte er bei zwei der vier Turniere das Halbfinale und besiegte dabei unter anderem Joe Jogia und Martin Gould. Über die Gesamtwertung der Tour qualifizierte er sich für die Main Tour 2003/04. Die Saison verlief zwar ganz ordentlich und er kam sowohl bei den Welsh Open als auch bei der Players Championship in Schottland unter die Letzten 64 und besiegte mit Alfie Burden, Shaun Murphy und Marcus Campbell drei Top-64-Spieler, aber bei den großen Turnieren wie der UK Championship und der Weltmeisterschaft schied er – jeweils nach einem Auftaktsieg über Luke Fisher – in Runde 2 aus. Damit sammelte er nicht genug Punkte, um über Platz 87 der Weltrangliste hinauszukommen, was gleichbedeutend mit dem erneuten Ausschluss aus der Main Tour war.
Er versuchte die unmittelbare Rückkehr über die Challenge Tour, doch 2004/05 gewann er nur ein einziges Match bei vier Turnieren. Im Jahr darauf wurde die Pontin’s International Open Series (PIOS) mit acht Qualifikationsturnieren eingeführt, aber nach zwei Turnieren ohne Durchbruch gab er sie auf und trat auch im nächsten Jahr nicht an. 2007/08 versuchte er es noch einmal und erreichte immerhin bei einem Turnier das Achtelfinale, er spielte aber nur fünf Turniere und schied zudem zweimal auch in der ersten Runde aus, so dass er in der Tourwertung mit Platz 62 chancenlos war. Im selben Jahr spielte er auch bei der Europameisterschaft und erreichte dort das Achtelfinale. Nach einer längeren Pause schaffte er beim Rileys-Club-Turnier in Glasgow 2010 die Qualifikation für die World Open. Schon im ersten Spiel scheiterte er aber gegen Lasse Münstermann. Dasselbe Schicksal ereilte ihn bei zwei Turnieren der neu eingeführten Players Tour Championship (PTC), an denen er anschließend noch teilnahm. Erneut vergingen einige Jahre, in denen er nur im Amateurbereich spielte. 2014 kam er ein weiteres Mal ins Finale der schottischen Meisterschaft und vergab gegen Robert Carlisle zum dritten Mal die Titelchance. In den folgenden Jahren spielte bei einigen PTC-Turnieren mit und nahm an der Amateurweltmeisterschaft teil. 2015 kam er dort bis ins Achtelfinale. Darüber hinaus versuchte er mehrfach erfolglos die Main-Tour-Qualifikation über die Q School, wobei er nie über das Gruppenachtelfinale hinauskam.
Auf Amateurebene erzielte Thomson in den Jahren darauf einige Erfolge; wenige Tage nach einer Finalniederlage gegen Shachar Ruberg bei der EM in der Variante 6-Red zog er 2018 auch bei der Senioren-EM ins Halbfinale ein. Im Jahr darauf erreichte er erneut das Endspiel der schottischen Meisterschaft, die er 2025 zum zweiten Mal nach 24 Jahren gewinnen konnte. Außerdem siegte er 2021 erstmals sowie 2024 erneut bei der nationalen Senioren-Meisterschaft.
Gary Thomson ist ein Fan des deutschen Fußballvereins FC Schalke 04, er besitzt den Twitter-Account Schalke_GT und war beim Wettanbieter Betfair unter dem Namen Schalke04 bekannt.

## Erfolge
Ranglistenturniere:
- Runde der Letzten 64: Welsh Open (2004), Players Championship (2004)

Amateurturniere:
- 6-Red-Europameisterschaft (Vizemeister 2018)
- Schottischer Meister (2001, 2025; Vizemeister 2002, 2003, 2014, 2019)
- Schottischer Senioren-Meister (2021, 2024; Vizemeister 2023, 2025)